# Dacnis nigripes
Dácnis-de-patas-pretas ou saí-de-pernas-pretas (Dacnis nigripes) é uma espécie de ave da família Thraupidae.
É endémica do Brasil. Seus habitats naturais são: florestas subtropicais ou tropicais húmidas de baixa altitude e regiões subtropicais ou tropicais húmidas de alta altitude.
Está ameaçada por perda de habitat.